# Welfen

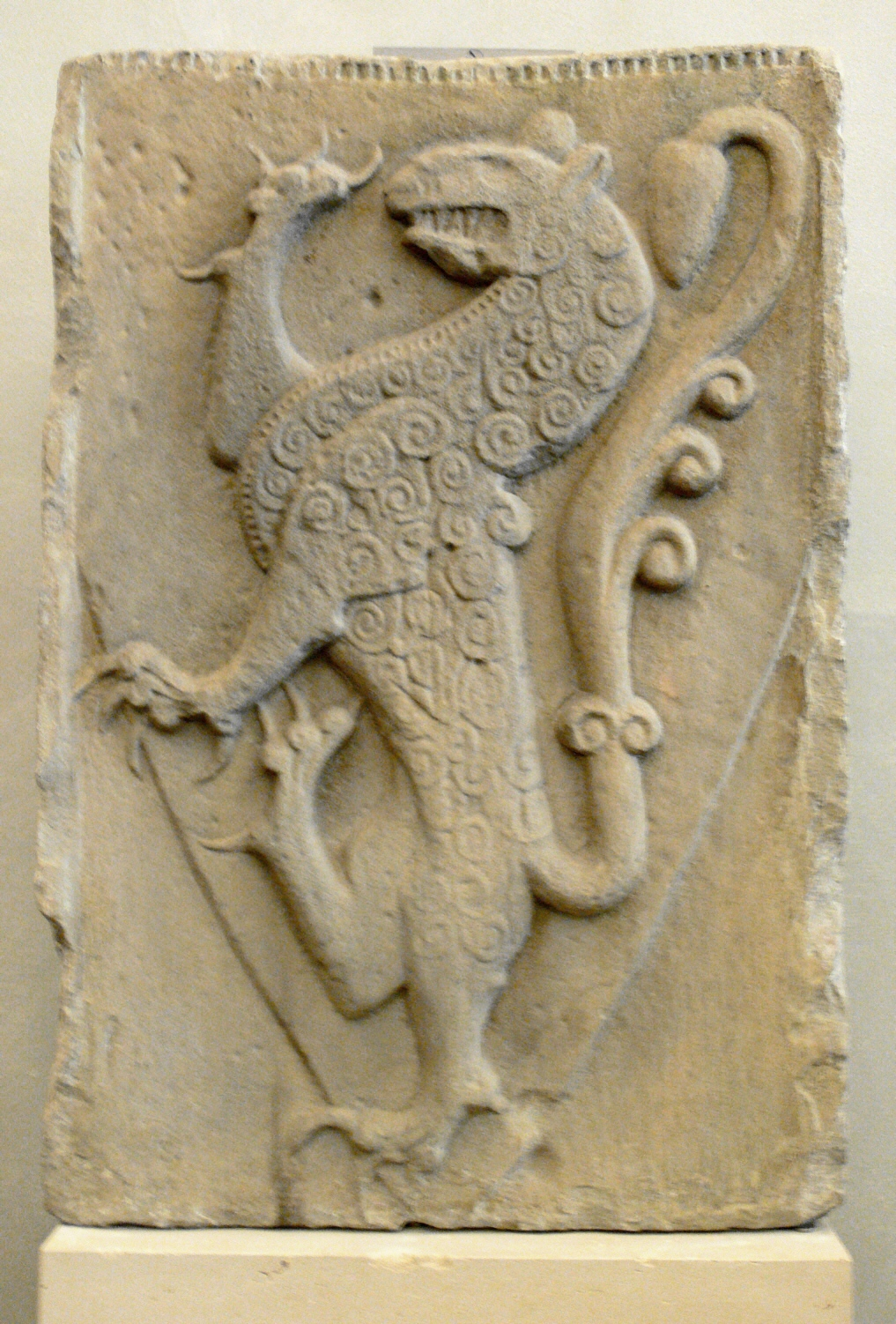
Stemma del Casato dei Welfen nella chiesa di San Giovanni Battista a Steingaden

Il Casato dei Welfen, conosciuti in italiano come Guelfi, è una dinastia europea di probabile origine franca.
Il primo membro fu Welf I, duca di Baviera, noto anche come Welf IV.
Ereditò la proprietà del Casato anziano Welf quando suo zio materno Welf III, Duca di Carinzia e Verona, l'ultimo Welf maschio dei vecchi Welf, morì nel 1055.
Welf IV era figlio della sorella di Welf III, Kunigunde di Altdorf, e di suo marito  Alberto Azzo II d'Este, margravio di Milano. Nel 1070, Welf IV divenne duca di Baviera.
Dai Welfen, attraverso gli Este discende il casato di Hannover, che furono prima duchi di Brunswick-Lüneburg e poi di Brunswick, re di Hannover, re di Gran Bretagna e d'Irlanda prima, e re del Regno Unito di Gran Bretagna e Irlanda dopo.
Altre case reali d'Europa, sempre attraverso gli Este, sono coinvolte nelle vicende dinastico-storiche dei Welfen.

## Storia

### Radici fino dall'inizio del Medioevo
I Welfen derivano dalla nobiltà franca e frammenti d'informazione li fanno risalire al secolo VIII da Ruthard e Guerino,  fondatori della famiglia. Dal 746 essi furono nominati dal sovrano carolingio administratores Alamanniae. A partire dalla metà dello stesso secolo i Welfen si espansero anche nella Svevia superiore (Oberschwaben).

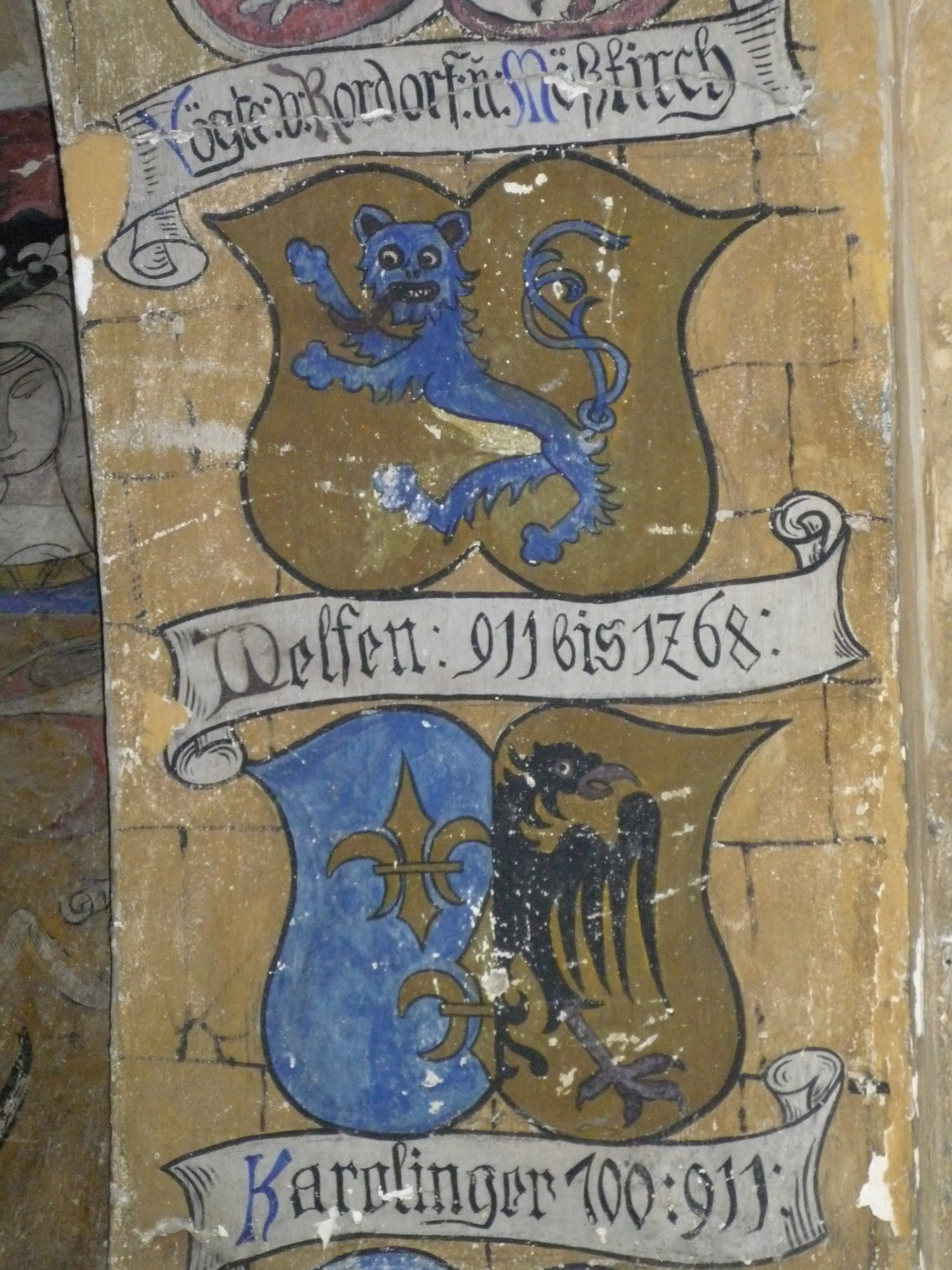
Immagine raffigurante i governatori di Rordorf nel castello di Meersburg, i Carolingi e i Welfen

 La leggenda vuole che le radici dei Welfen portino fino a Edicone, principe unno dell'epoca di Attila e padre del futuro re degli Eruli Odoacre, colui che nel 476 depose l'imperatore romano Romolo Augusto, mettendo di fatto fine all'impero d'Occidente. A questa data si fa risalire convenzionalmente l'inizio del Medioevo.

### Il rapporto con i Carolingi
Le prime tracce dei Welfen sono fatte risalire al IX secolo e portano alla nobiltà franca: i Welfen sarebbero stati legati alla dinastia carolingia. Come noto, l'epoca del Regno carolingio ebbe inizio con le congiure di palazzo intese ad usurpare il trono dei Merovingi. La strisciante presa di potere fu opera del maggiordomo di palazzo Carlo Martello. Alla morte del re merovingio Teodorico IV (737), Carlo, forte del suo enorme potere, decise di non scegliergli un successore, tanto insignificante era diventato il ruolo assolto dai monarchi merovingi, già noti da tempo come re fannulloni. Assunse quindi direttamente il potere ad interim e regnò con l'appoggio della chiesa di Roma. Lo stretto rapporto tra Carolingi e Chiesa fu ancora più evidente con l'incoronazione, avvenuta la notte di Natale dell'anno 800 da parte di papa Leone III, di Carlo Magno alla carica d'Imperatore. Con queste premesse, il legame di sangue con la dinastia carolingia portò i Welfen indissolubilmente a ruotare nell'orbita della Santa Sede.

### La formazione di due partiti
Le vicende del XII secolo che videro le casate bavaresi e sassoni dei Welfen scontrarsi con quella sveva degli Staufer (il nome deriva da burg (castello) Staufer ma sono noti anche come Hohenstaufen perché un ramo della famiglia viveva in una regione montagnosa), signori del castello di Waiblingen (da cui deriva il termine italiano ghibellino), in lotta per la corona imperiale dopo la morte dell'imperatore Enrico V, privo di eredi diretti, avvenuta nel 1125, furono il fattore scatenante che vide opposti due schieramenti, quello dei Guelfi, appoggiati dalla Chiesa, contro i ghibellini vicini al potere temporale dell'Imperatore. Questi due partiti influenzarono pesantemente la storia continentale fino alla nascita delle signorie, vale a dire dal XIV secolo in poi.

## I personaggi

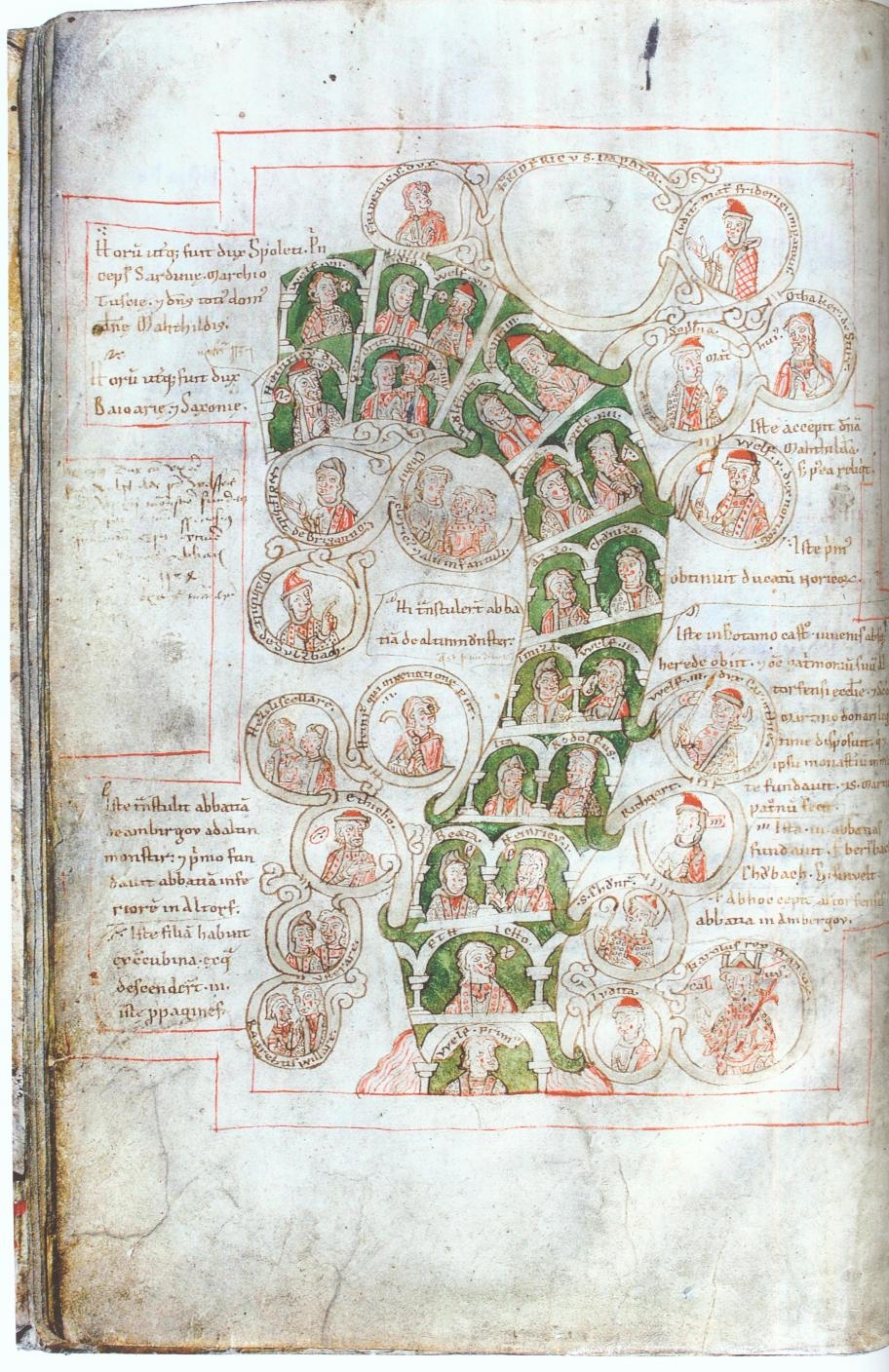
Albero genealogico della casata Welfen; in alto a destra si nota Giuditta, madre di Federico Barbarossa. L'immagine risale al XII secolo (Biblioteca di Stato di Fulda).

### Hardrad
.Il rapporto di parentela con i successori qui sotto indicati sono solo supposte, ma il suo nome viene associato a quello di Reuthard e l'ipotesi più accreditata lo ritiene essere suo padre. Non sono note né la sua data di nascita, né quella del suo decesso. Su Hardrad si conoscono le sue origini franche e la sua carica di conte. Egli avrebbe fatto parte della corte di Carlomagno e nel 786 sarebbe entrato in rotta di collisione con il futuro imperatore, rifiutando di cedere in moglie una delle sue figlie ad un nobile di corte non gradito. Hardarad avrebbe partecipato ad una congiura, fallendo, venendo poi probabilmente esiliato dall'impero.

### Ruthard e Guerino
La discendenza nobile della casata viene fatta risalire a Ruthard († prima del 31 agosto 790), nominato dal sovrano carolingio, assieme al pari dignitario conte Guerino di Turgovia in qualità di administratores Alamanniae. A quell'epoca l'impero carolingio Impero era organizzato in circa duecento province ed ognuna di essa era governata da un conte, vero e proprio funzionario pubblico dell'Imperatore. Alla stregua della loro carica, Reuthard e Guerino godevano quindi di una notevole influenza perché a loro erano sottoposte numerose contee. A posteriori, nell'833, il poeta di Reichenau, Valafrido Strabone, li descrisse quali signori esercitanti l'autorità su tutta l'Alemannia. In effetti essi assoggettarono al potere di Pipino il Breve il territorio compreso tra il lago di Zurigo e il fiume Neckar. Il loro successo non fu dovuto tanto all'esercizio del loro potere comitale - per Ruthard nell'Argengau (a nord del lago di Costanza, nel 769) - ma piuttosto attraverso una completa riorganizzazione amministrativa del territorio. Tra i laghi di Zurigo e Costanza istituirono, accanto alla contea (comitatus) di Turgovia, il patrimonio regio (fiscus) di Zurigo e un distretto tra Costanza e San Gallo sottoposto al vescovo. Anche in Brisgovia i beni regi vennero scorporati dalla contea, mentre in Svevia le contee furono fondate su giurisdizioni fiscali.
Per realizzare i loro progetti, Ruthard e Guerino confiscarono beni conventuali, soprattutto a danno dell'abbazia di San Gallo, della quale destituirono l'abate Otmar, morto in esilio nel 759. Parallelamente, allo scopo di favorire l'integrazione della regione, Ruthard attribuì beni ad abbazie esterne (Saint-Denis, forse anche Fulda con possedimenti a Eschenz); nell'Ortenau (Baden) egli fondò almeno una comunità monastica (Arnulfsau, forse anche Schwarzach, Gengenbach, Schuttern ed Ettenheimmünster) e con la colonizzazione avviata da Gorze instaurò relazioni con la rete conventuale della Lorena. Malgrado la loro origine sia controversa, Ruthard e Guerino facevano senza dubbio parte dell'aristocrazia imperiale franca. Ruthard godeva a tal punto della fiducia di Pipino, che nel 753/754 venne incaricato di condurre papa Stefano II alla curtis regia di Ponthion (Champagne). Alla morte di Pipino (768), l'influenza dei due magnati declinò. Corrado I, re di Germania dal 911 al 918, si proclamò discendente di Ruthard e Guerino, così come il guelfo Rodolfo, re di Borgogna dall'888 al 912.

### Welf-Guelfo

#### La nascita del nome di famiglia
Colui che diede il nome alla famiglia fu Guelfo I, nato nel 776 presso la località di Altdorf (ora Weingarten, nel Land del Baden-Württemberg). Il significato in tedesco arcaico di Welf è quella di "giovane lupo". Esistono almeno altre due varianti conosciute del suo nome: Hwelf o Guelph. Non è nota la sua data esatta di morte, a parte che questa avvenne il 3 di settembre. Il titolo di conte di Altdorf e Schussen gli fu attribuito nell'819. Nell'826 sposò Edvige di Sassonia, in seguito badessa di Chelles perché dopo la dipartita del marito si ritirò nel convento omonimo prendendone la direzione.
L'ascesa verso il Gotha della nobiltà europea da parte dei Welfen avvenne grazie alle unioni intrecciate delle loro figlie con dei componenti delle famiglie dei Carolingi. Giuditta, la maggiore, sposò l'Imperatore Ludovico il Pio, mentre la minore Emma si unì con il figlio dello stesso, Ludovico il Germanico.

#### Discendenza
Welf e Helwig ebbero almeno quattro figli.
- Giuditta, † 9 aprile 843; sposata del febbraio dell'819 con l'Imperatore Ludovico il Pio (Ludwig der Fromme), † 20 giugno 840 (carolingio);
- Corrado I;
- Emma (* 808; † 13 gennaio 876), sposata nell'827 con Ludovico il Germanico (Ludwig der Deutsche), dall'843 re dei Franchi orientali (Ostfranken);
- Rodolfo († 6 gennaio 866), dall'849 abate di Jumièges, 856 abate di Saint-Riquier, 866 conte di Ponthieu, sepolto a Saint-Riquier, sposato con Hruodun (Roduna), † dopo l'867.

### Corrado I

#### Dux nobilissimus
Corrado I di Borgogna, detto il Vecchio. Nato intorno all'800, morto il 21 settembre dopo l'anno 862. In qualità di primo figlio maschio riprese le cariche e titoli del padre. Oltre a questi aggiunse quelli di:
- 830 Dux nobilissimus;
- 839 – dopo l'849 conte d'Argengau;
- 839 conte d'Alpgau;
- 844 conte di Linzgau;
- 849 Conte di Parigi;
- dopo l'860 conte d'Auxerre.

Nel trattato di Verdun dell'843 i tre figli sopravvissuti di Ludovico il Pio divisero il suo territorio, l'impero Carolingio, in tre regni. Il figlio maggiore, Lotario I, dichiarò guerra ai fratelli fin dalla morte del padre nell'840, ma venne sconfitto nella battaglia di Fontenay (841). Corrado I fu a quel punto incaricato da Carlo il Calvo e Ludovico il Germanico, i fratelli coalizzati, di recarsi presso Lotario I e convincerlo a negoziare. Altri due ambasciatori lo accompagnarono nell'impresa: Adalardo il Siniscalco ed il conte Cobbo il Vecchio. Infine il 10 agosto Lotario I cedette e acconsentì alla spartizione del regno.
Fu sposato con Adelaide (841-866, figlia di Ugo conte di Tours (discendente degli Eticonidi) e Bava) che, in seconde nozze, all'inizio dell'864, si sposò con Roberto il Forte († 15 settembre 866, Robertingio-Capetingio), marchese di Neustria, dall'861, conte d'Angiò, dall'862/3 e di Auxerre e di Nevers

#### Discendenza
Corrado e Adelaide ebbero 4 figli e una figlia:
- Guelfo II († 828), abate laico;
- Ugo l'Abate (ca. 830- † 886), duca dei Franchi;
- Corrado II di Borgogna (ca. 835 † 876), conte di Auxerre e di Borgogna;
- Rodolfo (?-?), laico;
- Emma (?-?), molto probabilmente moglie di Roberto il Forte (ca. 820-866).

### Guelfo III

#### I fasti
Guelfo era figlio minore del Conte Rodolfo II di Altdorf (oggi Weingarten),della casata dei Welfen, e di Ita di Slesia, figlia del duca Corrado I.
Egli nacque nel 960 o nel 970 e morì il 10 marzo 1030 a Weingarten, dove fece erigere il locale castello in cui in seguito fu sepolto. Le sue cariche nobiliari erano quella di conte di Altdorf, conte di Lechrain, Inn- e Norital.
Egli sposò Imiza da Lussemburgo (conosciuta anche come Irmetrude o Irmegarda da Gleiberg; † 1055), figlia del conte Federico di Lussemburgo e nipote dell'imperatrice Cunegonda. Imiza era sorella del duca Enrico di Bavaria, di Federico di Bassa Lorena e del vescovo Adalberto II di Metz.

#### Discendenza
- Guelfo di Carinzia (vedi sotto)
- Cunegonda o Chuniza (vedi sotto)

#### La parabola discendente
La sua alleanza con il duca Ernesto II di Svevia contro l'imperatore Corrado II durante un'assenza in Italia di quest'ultimo portò Welf II a cadere in disgrazia. Fu infatti sconfitto in battaglia nel 1027 perdendo con ciò parte delle sue cariche e dei suoi beni. Finì i suoi giorni nel convento di Weingarten.

### Guelfo di Carinzia

#### I fasti
Nacque intorno al 1007 e morì il 13 novembre 1055 nel castello di Bodman sul lago Bodanico.
Egli ereditò ampi possedimenti in Svevia, Baviera, Rezia e Carinzia non solo dal padre Guelfo III ma anche dalla sorella dello stesso, Richlinda d'Ebersberg, dopo che suo marito, il conte Adalberto, morì il 17 marzo 1045. Nel maggio dello stesso anno la zia volle cedergli parte delle terre e dei castelli con l'auspicio dell'Imperatore Enrico III. Durante la cerimonia, tenutasi presso il castello di Petersberg sul Danubio, avvenne una tragedia. Sotto il peso del gran numero d'invitati il pavimento della sala del castello cedette e vi persero la vita la stessa Richlinda assieme all'abate Ermanno d'Ebersberg ed al vescovo Bruno da Würzburg. Divenne con ciò protettore di Augusta (la carica tedesca di Schirmvogt è difficilmente traducibile), balivo di Altomünster, Ochsenhausen, Kempten, Füssen e Weingarten, dove completò la residenza di famiglia.
Il 7 giugno 1047 a Spira l'imperatore Enrico III attribuì a Welf III la carica di duca di Carinzia e margravio (o marchese) di Verona. Queste cariche furono in seguito confermate da papa Leone IX. A Verona divenne nel 1050 Pretore in virtù del potere datogli dal titolo di marchese. Non ancora appagato, s'ingaggiò a favore di Enrico III nella spedizione contro gli Ungheresi del 1051/1052. Insieme al vescovo Gebhard di Regensburg ed al duca Vratislav II di Boemia fu alla testa di un contingente di uomini, che devastò le regioni settentrionali del Danubio.
I cugini Markward II e Adalberto di Eppenstein, più tardi divenuto vescovo di Bamberg, erano allora le personalità più influenti in Carinzia mentre il suo futuro cognato, marchese Alberto Azzo II d'Este era in senso geografico suo vicino.

#### La parabola discendente
Nel 1054 fu coinvolto assieme a Corrado I di Baviera della stirpe degli Azzoni, al vescovo Gebhard di Regensburg, al conte Aribo II ed a suo fratello Boto nonché ad altri principi, in una rivolta contro l'imperatore Enrico III, impegnato nella campagna militare di Roma. Nel 1055 l'Imperatore fece ritorno e Guelfo di Carinzia fece perdere le sue tracce, ma già poco dopo cadde gravemente malato. Sul letto di morte chiese perdono al reggente.
Forse a causa della sua movimentata vita non si sposò mai e dunque non ebbe figli.
I suoi possedimenti passarono al convento di Weingarten. Dal momento che era l'unico erede maschio della dinastia dei Welfen, questa rischiò d'estinguersi.
Fu solo indirettamente grazie a sua sorella Cunegonda che la stirpe poté essere continuata. Guelfo di Cariniza era celibe e senza figli quando morì nel suo castello di Bodman sulle rive del lago di Costanza nel 1055. Donò i suoi feudi al monastero di Altdorf, dove sua madre si era ritirata come badessa. Fu lei che tramandò i suoi domini a suo nipote Guelfo d'Este, il figlio di Cunegonda, sorella di Guelfo, e di Alberto Azzo II d'Este. La morte di Guelfo di Carinzia determinò l'estinzione del ramo dei Vecchi Welfen.

### Guelfo II di Baviera
La sua data di nascita non è conosciuta ma dovrebbe essere avvenuta dopo il matrimonio di sua madre Cunegonda nel 1035 con il padre Alberto Azzo II d'Este, dunque tra il 1035 ed il 1040. Morì il 9 novembre 1101 sull'isola di Cipro, nella località di Paphos durante la prima crociata.
Welf IV sposò Ethelinde di Northeim, figlia di Ottone II di Northeim, duca di Baviera e Svevia che nel 1070 fu deposto dall'Imperatore Enrico IV in seguito ad una sua malsana alleanza con fazioni nemiche della corona. Alla luce di questo Welf IV ripudiò la (seconda?) moglie anche perché non gli aveva saputo dare degli eredi. Enrico IV elesse Welf IV alla carica di nuovo duca di Baviera.

#### I successori
Nel 1071 sposò in seconde nozze Giuditta di Fiandra († Marzo 1094), figlia del conte Baldovino IV delle Fiandre e vedova del conte Tostig Godwinson di Northumbria (oggi parte del Regno Unito), fratello del re d'Inghilterra Aroldo II, sconfitto ad Hastings da Guglielmo il Conquistatore. Da questa unione nacquero tre figli:
- Guelfo II, dal 1101 duca di Baviera, sepolto a Weingarten, sposato intorno al 1089, divorziato nel 1095, con Matilde di Canossa (* nata nel 1046, † 1115) signora di Canossa, grancontessa e duchessa di Toscana ecc., figlia di Bonifacio di Canossa, conte di Spoleto
- Enrico il Nero, 1120-1126 duca di Baviera, sposato con Wulfhild di Sassonia († 29 dicembre 1126 a Altdorf), figlia di Magnus, duca di Sassonia, sepolta a Weingarten (Billunger)
- Kunizza († 6 marzo 1120), sposata a Federico Rocho, nominato conte nel 1086, † 12 novembre di un anno sconosciuto
- ?, conte di Dießen

#### Epilogo
Nel 1077 Guelfo II di Baviera si schierò dalla parte della Chiesa ed assieme a suoi pari sostenne il duca di Svevia Rodolfo di Rheinfelden, oppostosi ad Enrico nella corsa alla successione al trono di re di Germania. In seguito agli sviluppi sfavorevoli di tale contesa, furono privati dalle loro cariche e caddero in disgrazia. Guelfo II di Baviera poté fuggire in Ungheria ma tutti i suoi beni furono confiscati dalla monarchia.
Mentre in Baviera fu insediato quale nuovo duca Enrico IV, al posto di duca di Svevia fu scelto Federico di Staufen, insieme alla sua sposa Agnese di Waiblingen, a sua volta imparentata con Enrico IV di Baviera. Nel giro di un anno Guelfo II di Baviera aveva perso con la sua carica pure tutti i suoi beni e la conseguenza di ciò fu lo scatenarsi di una guerra regionale tra vecchio e nuovo duca di Baviera. Presto gli scontri si allargarono a tutto il regno di Germania fino a coinvolgere le regioni del nord d'Italia e provocando diversi secoli di rivalità tra Guelfi e Ghibellini.

## Relazioni dinastiche franche
| Arnolfingi | Arnolfingi | Arnolfingi | Arnolfingi | Arnolfingi | Arnolfingi | Pipinidi | Pipinidi | Pipinidi | Pipinidi | Pipinidi | Pipinidi | Merovingi | Merovingi | Merovingi | Merovingi | Merovingi | Merovingi | Robertingi | Robertingi | Robertingi | Robertingi | Robertingi | Robertingi | Carolingi | Carolingi | Carolingi | Carolingi | Carolingi | Carolingi | Geroldini | Geroldini | Geroldini | Geroldini | Geroldini | Geroldini | Welfen | Welfen | Welfen | Welfen | Welfen | Welfen | Unrochingi | Unrochingi | Unrochingi | Unrochingi | Unrochingi | Unrochingi | Popponidi | Popponidi | Popponidi | Popponidi | Popponidi | Popponidi | Ottoniani | Ottoniani | Ottoniani | Ottoniani | Ottoniani | Ottoniani | Capetingi | Capetingi | Capetingi | Capetingi | Capetingi | Capetingi |  |  |

| Imperator Romanorum (Impero carolingio) | Imperator Romanorum (Impero carolingio) | Imperator Romanorum (Impero carolingio) | Imperator Romanorum (Impero carolingio) | Imperator Romanorum (Impero carolingio) | Imperator Romanorum (Impero carolingio) | Imperator Romanorum (Sacro Romano Impero) | Imperator Romanorum (Sacro Romano Impero) | Imperator Romanorum (Sacro Romano Impero) | Imperator Romanorum (Sacro Romano Impero) | Imperator Romanorum (Sacro Romano Impero) | Imperator Romanorum (Sacro Romano Impero) |  |  |

|  |  |  |  |  |  |  |  |                           |                           |                           |                           |                                |                                |                                |                                |                                 |                                 |                                 |                                 |                                 |                                 |                           |                           |                                        |                                        |                                        |                                        |                                        |                                        |                                |                                |                           |                           |                                 |                                 |                                 |                                 |                                 |                                 |                                |                                |                                |                                |                             |                             |                             |                             |                              |                              |                              |                              |                              |                              |                               |                             |                             |                             |                            |                            |                            |                            |  |  |  |  |  |  |  |  |  |  |  |  |
|  |  |  |  |  |  |  |  |                           |                           |                           |                           |                                |                                |                                |                                |                                 |                                 |                                 |                                 |                                 |                                 |                           |                           |                                        |                                        |                                        |                                        |                                        |                                        |                                |                                | Arnolfo di Metz *582 †641 | Arnolfo di Metz *582 †641 | Arnolfo di Metz *582 †641       | Arnolfo di Metz *582 †641       | Arnolfo di Metz *582 †641       | Arnolfo di Metz *582 †641       |                                 |                                 | Doda di Metz *? †?             | Doda di Metz *? †?             | Doda di Metz *? †?             | Doda di Metz *? †?             | Doda di Metz *? †?          | Doda di Metz *? †?          |                             |                             | Pipino di Landen *? †640/647 | Pipino di Landen *? †640/647 | Pipino di Landen *? †640/647 | Pipino di Landen *? †640/647 | Pipino di Landen *? †640/647 | Pipino di Landen *? †640/647 |                               |                             | Itta di Nivelles *592 †657  | Itta di Nivelles *592 †657  | Itta di Nivelles *592 †657 | Itta di Nivelles *592 †657 | Itta di Nivelles *592 †657 | Itta di Nivelles *592 †657 |  |  |  |  |  |  |  |  |  |  |  |  |
|  |  |  |  |  |  |  |  |                           |                           |                           |                           |                                |                                |                                |                                |                                 |                                 |                                 |                                 |                                 |                                 |                           |                           |                                        |                                        |                                        |                                        |                                        |                                        |                                |                                | Arnolfo di Metz *582 †641 | Arnolfo di Metz *582 †641 | Arnolfo di Metz *582 †641       | Arnolfo di Metz *582 †641       | Arnolfo di Metz *582 †641       | Arnolfo di Metz *582 †641       |                                 |                                 | Doda di Metz *? †?             | Doda di Metz *? †?             | Doda di Metz *? †?             | Doda di Metz *? †?             | Doda di Metz *? †?          | Doda di Metz *? †?          |                             |                             | Pipino di Landen *? †640/647 | Pipino di Landen *? †640/647 | Pipino di Landen *? †640/647 | Pipino di Landen *? †640/647 | Pipino di Landen *? †640/647 | Pipino di Landen *? †640/647 |                               |                             | Itta di Nivelles *592 †657  | Itta di Nivelles *592 †657  | Itta di Nivelles *592 †657 | Itta di Nivelles *592 †657 | Itta di Nivelles *592 †657 | Itta di Nivelles *592 †657 |  |  |  |  |  |  |  |  |  |  |  |  |
|  |  |  |  |  |  |  |  |                           |                           |                           |                           |                                |                                |                                |                                |                                 |                                 |                                 |                                 |                                 |                                 |                           |                           |                                        |                                        |                                        |                                        |                                        |                                        |                                |                                |                           |                           |                                 |                                 |                                 |                                 |                                 |                                 |                                |                                |                                |                                |                             |                             |                             |                             |                              |                              |                              |                              |                              |                              |                               |                             |                             |                             |                            |                            |                            |                            |  |  |  |  |  |  |  |  |  |  |  |  |
|  |  |  |  |  |  |  |  |                           |                           |                           |                           |                                |                                |                                |                                |                                 |                                 | Teodorico III *~651 †~691       | Teodorico III *~651 †~691       | Teodorico III *~651 †~691       | Teodorico III *~651 †~691       | Teodorico III *~651 †~691 | Teodorico III *~651 †~691 |                                        |                                        |                                        |                                        |                                        |                                        |                                |                                |                           |                           |                                 |                                 | Ansegiso *612 †685              | Ansegiso *612 †685              | Ansegiso *612 †685              | Ansegiso *612 †685              | Ansegiso *612 †685             | Ansegiso *612 †685             |                                |                                |                             |                             |                             |                             |                              |                              |                              |                              | Begga di Andenne *~615 †698  | Begga di Andenne *~615 †698  | Begga di Andenne *~615 †698   | Begga di Andenne *~615 †698 | Begga di Andenne *~615 †698 | Begga di Andenne *~615 †698 |                            |                            |                            |                            |  |  |  |  |  |  |  |  |  |  |  |  |
|  |  |  |  |  |  |  |  |                           |                           |                           |                           |                                |                                |                                |                                |                                 |                                 | Teodorico III *~651 †~691       | Teodorico III *~651 †~691       | Teodorico III *~651 †~691       | Teodorico III *~651 †~691       | Teodorico III *~651 †~691 | Teodorico III *~651 †~691 |                                        |                                        |                                        |                                        |                                        |                                        |                                |                                |                           |                           |                                 |                                 | Ansegiso *612 †685              | Ansegiso *612 †685              | Ansegiso *612 †685              | Ansegiso *612 †685              | Ansegiso *612 †685             | Ansegiso *612 †685             |                                |                                |                             |                             |                             |                             |                              |                              |                              |                              | Begga di Andenne *~615 †698  | Begga di Andenne *~615 †698  | Begga di Andenne *~615 †698   | Begga di Andenne *~615 †698 | Begga di Andenne *~615 †698 | Begga di Andenne *~615 †698 |                            |                            |                            |                            |  |  |  |  |  |  |  |  |  |  |  |  |
|  |  |  |  |  |  |  |  |                           |                           |                           |                           |                                |                                |                                |                                |                                 |                                 |                                 |                                 |                                 |                                 |                           |                           |                                        |                                        |                                        |                                        |                                        |                                        |                                |                                |                           |                           |                                 |                                 |                                 |                                 |                                 |                                 |                                |                                |                                |                                |                             |                             |                             |                             |                              |                              |                              |                              |                              |                              |                               |                             |                             |                             |                            |                            |                            |                            |  |  |  |  |  |  |  |  |  |  |  |  |
|  |  |  |  |  |  |  |  |                           |                           |                           |                           |                                |                                |                                |                                |                                 |                                 | Clotilde *~670                  | Clotilde *~670                  | Clotilde *~670                  | Clotilde *~670                  | Clotilde *~670            | Clotilde *~670            |                                        |                                        | Lamberto II di Hesbaye fl. 741         | Lamberto II di Hesbaye fl. 741         | Lamberto II di Hesbaye fl. 741         | Lamberto II di Hesbaye fl. 741         | Lamberto II di Hesbaye fl. 741 | Lamberto II di Hesbaye fl. 741 |                           |                           |                                 |                                 |                                 |                                 |                                 |                                 |                                |                                |                                |                                | Pipino di Herstal *635 †714 | Pipino di Herstal *635 †714 | Pipino di Herstal *635 †714 | Pipino di Herstal *635 †714 | Pipino di Herstal *635 †714  | Pipino di Herstal *635 †714  |                              |                              |                              |                              |                               |                             |                             |                             |                            |                            |                            |                            |  |  |  |  |  |  |  |  |  |  |  |  |
|  |  |  |  |  |  |  |  |                           |                           |                           |                           |                                |                                |                                |                                |                                 |                                 | Clotilde *~670                  | Clotilde *~670                  | Clotilde *~670                  | Clotilde *~670                  | Clotilde *~670            | Clotilde *~670            |                                        |                                        | Lamberto II di Hesbaye fl. 741         | Lamberto II di Hesbaye fl. 741         | Lamberto II di Hesbaye fl. 741         | Lamberto II di Hesbaye fl. 741         | Lamberto II di Hesbaye fl. 741 | Lamberto II di Hesbaye fl. 741 |                           |                           |                                 |                                 |                                 |                                 |                                 |                                 |                                |                                |                                |                                | Pipino di Herstal *635 †714 | Pipino di Herstal *635 †714 | Pipino di Herstal *635 †714 | Pipino di Herstal *635 †714 | Pipino di Herstal *635 †714  | Pipino di Herstal *635 †714  |                              |                              |                              |                              |                               |                             |                             |                             |                            |                            |                            |                            |  |  |  |  |  |  |  |  |  |  |  |  |
|  |  |  |  |  |  |  |  |                           |                           |                           |                           |                                |                                |                                |                                |                                 |                                 |                                 |                                 |                                 |                                 |                           |                           |                                        |                                        |                                        |                                        |                                        |                                        |                                |                                |                           |                           |                                 |                                 |                                 |                                 |                                 |                                 |                                |                                |                                |                                |                             |                             |                             |                             |                              |                              |                              |                              |                              |                              |                               |                             |                             |                             |                            |                            |                            |                            |  |  |  |  |  |  |  |  |  |  |  |  |
|  |  |  |  |  |  |  |  |                           |                           |                           |                           |                                |                                |                                |                                |                                 |                                 |                                 |                                 |                                 |                                 |                           |                           |                                        |                                        |                                        |                                        |                                        |                                        |                                |                                |                           |                           |                                 |                                 |                                 |                                 |                                 |                                 |                                |                                |                                |                                |                             |                             |                             |                             |                              |                              |                              |                              |                              |                              |                               |                             |                             |                             |                            |                            |                            |                            |  |  |  |  |  |  |  |  |  |  |  |  |
|  |  |  |  |  |  |  |  | Roberto I fl. 764         | Roberto I fl. 764         | Roberto I fl. 764         | Roberto I fl. 764         | Roberto I fl. 764              | Roberto I fl. 764              |                                |                                |                                 |                                 |                                 |                                 |                                 |                                 |                           |                           |                                        |                                        |                                        |                                        |                                        |                                        |                                |                                |                           |                           |                                 |                                 | Rotrude di Treviri *~690 †725   | Rotrude di Treviri *~690 †725   | Rotrude di Treviri *~690 †725   | Rotrude di Treviri *~690 †725   | Rotrude di Treviri *~690 †725  | Rotrude di Treviri *~690 †725  |                                |                                | Carlo Martello *689 †741    | Carlo Martello *689 †741    | Carlo Martello *689 †741    | Carlo Martello *689 †741    | Carlo Martello *689 †741     | Carlo Martello *689 †741     |                              |                              |                              |                              |                               |                             |                             |                             |                            |                            |                            |                            |  |  |  |  |  |  |  |  |  |  |  |  |
|  |  |  |  |  |  |  |  | Roberto I fl. 764         | Roberto I fl. 764         | Roberto I fl. 764         | Roberto I fl. 764         | Roberto I fl. 764              | Roberto I fl. 764              |                                |                                |                                 |                                 |                                 |                                 |                                 |                                 |                           |                           |                                        |                                        |                                        |                                        |                                        |                                        |                                |                                |                           |                           |                                 |                                 | Rotrude di Treviri *~690 †725   | Rotrude di Treviri *~690 †725   | Rotrude di Treviri *~690 †725   | Rotrude di Treviri *~690 †725   | Rotrude di Treviri *~690 †725  | Rotrude di Treviri *~690 †725  |                                |                                | Carlo Martello *689 †741    | Carlo Martello *689 †741    | Carlo Martello *689 †741    | Carlo Martello *689 †741    | Carlo Martello *689 †741     | Carlo Martello *689 †741     |                              |                              |                              |                              |                               |                             |                             |                             |                            |                            |                            |                            |  |  |  |  |  |  |  |  |  |  |  |  |
|  |  |  |  |  |  |  |  |                           |                           |                           |                           |                                |                                |                                |                                |                                 |                                 |                                 |                                 |                                 |                                 |                           |                           |                                        |                                        |                                        |                                        |                                        |                                        |                                |                                |                           |                           |                                 |                                 |                                 |                                 |                                 |                                 |                                |                                |                                |                                |                             |                             |                             |                             |                              |                              |                              |                              |                              |                              |                               |                             |                             |                             |                            |                            |                            |                            |  |  |  |  |  |  |  |  |  |  |  |  |
|  |  |  |  |  |  |  |  | Turimberto *? † post 770  | Turimberto *? † post 770  | Turimberto *? † post 770  | Turimberto *? † post 770  | Turimberto *? † post 770       | Turimberto *? † post 770       |                                |                                |                                 |                                 |                                 |                                 |                                 |                                 |                           |                           | Geroldo di Vintzgau *? † post 784/798  | Geroldo di Vintzgau *? † post 784/798  | Geroldo di Vintzgau *? † post 784/798  | Geroldo di Vintzgau *? † post 784/798  | Geroldo di Vintzgau *? † post 784/798  | Geroldo di Vintzgau *? † post 784/798  |                                |                                |                           |                           |                                 |                                 |                                 |                                 |                                 |                                 | Pipino il Breve *714 †768      | Pipino il Breve *714 †768      | Pipino il Breve *714 †768      | Pipino il Breve *714 †768      | Pipino il Breve *714 †768   | Pipino il Breve *714 †768   |                             |                             |                              |                              |                              |                              |                              |                              |                               |                             |                             |                             |                            |                            |                            |                            |  |  |  |  |  |  |  |  |  |  |  |  |
|  |  |  |  |  |  |  |  | Turimberto *? † post 770  | Turimberto *? † post 770  | Turimberto *? † post 770  | Turimberto *? † post 770  | Turimberto *? † post 770       | Turimberto *? † post 770       |                                |                                |                                 |                                 |                                 |                                 |                                 |                                 |                           |                           | Geroldo di Vintzgau *? † post 784/798  | Geroldo di Vintzgau *? † post 784/798  | Geroldo di Vintzgau *? † post 784/798  | Geroldo di Vintzgau *? † post 784/798  | Geroldo di Vintzgau *? † post 784/798  | Geroldo di Vintzgau *? † post 784/798  |                                |                                |                           |                           |                                 |                                 |                                 |                                 |                                 |                                 | Pipino il Breve *714 †768      | Pipino il Breve *714 †768      | Pipino il Breve *714 †768      | Pipino il Breve *714 †768      | Pipino il Breve *714 †768   | Pipino il Breve *714 †768   |                             |                             |                              |                              |                              |                              |                              |                              |                               |                             |                             |                             |                            |                            |                            |                            |  |  |  |  |  |  |  |  |  |  |  |  |
|  |  |  |  |  |  |  |  |                           |                           |                           |                           |                                |                                |                                |                                |                                 |                                 |                                 |                                 |                                 |                                 |                           |                           |                                        |                                        |                                        |                                        |                                        |                                        |                                |                                |                           |                           |                                 |                                 |                                 |                                 |                                 |                                 |                                |                                |                                |                                |                             |                             |                             |                             |                              |                              |                              |                              |                              |                              |                               |                             |                             |                             |                            |                            |                            |                            |  |  |  |  |  |  |  |  |  |  |  |  |
|  |  |  |  |  |  |  |  | Roberto II *770 †807      | Roberto II *770 †807      | Roberto II *770 †807      | Roberto II *770 †807      | Roberto II *770 †807           | Roberto II *770 †807           |                                |                                | Adriano d'Orléans *? † ante 821 | Adriano d'Orléans *? † ante 821 | Adriano d'Orléans *? † ante 821 | Adriano d'Orléans *? † ante 821 | Adriano d'Orléans *? † ante 821 | Adriano d'Orléans *? † ante 821 |                           |                           |                                        |                                        |                                        |                                        |                                        |                                        |                                |                                | Ildegarda *758 †783       | Ildegarda *758 †783       | Ildegarda *758 †783             | Ildegarda *758 †783             | Ildegarda *758 †783             | Ildegarda *758 †783             |                                 |                                 | Carlo Magno *742 †814          | Carlo Magno *742 †814          | Carlo Magno *742 †814          | Carlo Magno *742 †814          | Carlo Magno *742 †814       | Carlo Magno *742 †814       |                             |                             |                              |                              |                              |                              | Guelfo I *? †824/825         | Guelfo I *? †824/825         | Guelfo I *? †824/825          | Guelfo I *? †824/825        | Guelfo I *? †824/825        | Guelfo I *? †824/825        |                            |                            |                            |                            |  |  |  |  |  |  |  |  |  |  |  |  |
|  |  |  |  |  |  |  |  | Roberto II *770 †807      | Roberto II *770 †807      | Roberto II *770 †807      | Roberto II *770 †807      | Roberto II *770 †807           | Roberto II *770 †807           |                                |                                | Adriano d'Orléans *? † ante 821 | Adriano d'Orléans *? † ante 821 | Adriano d'Orléans *? † ante 821 | Adriano d'Orléans *? † ante 821 | Adriano d'Orléans *? † ante 821 | Adriano d'Orléans *? † ante 821 |                           |                           |                                        |                                        |                                        |                                        |                                        |                                        |                                |                                | Ildegarda *758 †783       | Ildegarda *758 †783       | Ildegarda *758 †783             | Ildegarda *758 †783             | Ildegarda *758 †783             | Ildegarda *758 †783             |                                 |                                 | Carlo Magno *742 †814          | Carlo Magno *742 †814          | Carlo Magno *742 †814          | Carlo Magno *742 †814          | Carlo Magno *742 †814       | Carlo Magno *742 †814       |                             |                             |                              |                              |                              |                              | Guelfo I *? †824/825         | Guelfo I *? †824/825         | Guelfo I *? †824/825          | Guelfo I *? †824/825        | Guelfo I *? †824/825        | Guelfo I *? †824/825        |                            |                            |                            |                            |  |  |  |  |  |  |  |  |  |  |  |  |
|  |  |  |  |  |  |  |  |                           |                           |                           |                           |                                |                                |                                |                                |                                 |                                 |                                 |                                 |                                 |                                 |                           |                           |                                        |                                        |                                        |                                        |                                        |                                        |                                |                                |                           |                           |                                 |                                 |                                 |                                 |                                 |                                 |                                |                                |                                |                                |                             |                             |                             |                             |                              |                              |                              |                              |                              |                              |                               |                             |                             |                             |                            |                            |                            |                            |  |  |  |  |  |  |  |  |  |  |  |  |
|  |  |  |  |  |  |  |  |                           |                           |                           |                           |                                |                                |                                |                                |                                 |                                 |                                 |                                 |                                 |                                 |                           |                           |                                        |                                        |                                        |                                        |                                        |                                        |                                |                                |                           |                           |                                 |                                 |                                 |                                 |                                 |                                 |                                |                                |                                |                                |                             |                             |                             |                             |                              |                              |                              |                              |                              |                              |                               |                             |                             |                             |                            |                            |                            |                            |  |  |  |  |  |  |  |  |  |  |  |  |
|  |  |  |  |  |  |  |  | Roberto III *781/790 †834 | Roberto III *781/790 †834 | Roberto III *781/790 †834 | Roberto III *781/790 †834 | Roberto III *781/790 †834      | Roberto III *781/790 †834      |                                |                                | Wiltrude *795 †834              | Wiltrude *795 †834              | Wiltrude *795 †834              | Wiltrude *795 †834              | Wiltrude *795 †834              | Wiltrude *795 †834              |                           |                           | Pipino d'Italia *777 †810              | Pipino d'Italia *777 †810              | Pipino d'Italia *777 †810              | Pipino d'Italia *777 †810              | Pipino d'Italia *777 †810              | Pipino d'Italia *777 †810              |                                |                                |                           |                           |                                 |                                 |                                 |                                 |                                 |                                 |                                |                                |                                |                                | Ludovico il Pio *778 †840   | Ludovico il Pio *778 †840   | Ludovico il Pio *778 †840   | Ludovico il Pio *778 †840   | Ludovico il Pio *778 †840    | Ludovico il Pio *778 †840    |                              |                              | Giuditta *800/805 †843       | Giuditta *800/805 †843       | Giuditta *800/805 †843        | Giuditta *800/805 †843      | Giuditta *800/805 †843      | Giuditta *800/805 †843      |                            |                            |                            |                            |  |  |  |  |  |  |  |  |  |  |  |  |
|  |  |  |  |  |  |  |  | Roberto III *781/790 †834 | Roberto III *781/790 †834 | Roberto III *781/790 †834 | Roberto III *781/790 †834 | Roberto III *781/790 †834      | Roberto III *781/790 †834      |                                |                                | Wiltrude *795 †834              | Wiltrude *795 †834              | Wiltrude *795 †834              | Wiltrude *795 †834              | Wiltrude *795 †834              | Wiltrude *795 †834              |                           |                           | Pipino d'Italia *777 †810              | Pipino d'Italia *777 †810              | Pipino d'Italia *777 †810              | Pipino d'Italia *777 †810              | Pipino d'Italia *777 †810              | Pipino d'Italia *777 †810              |                                |                                |                           |                           |                                 |                                 |                                 |                                 |                                 |                                 |                                |                                |                                |                                | Ludovico il Pio *778 †840   | Ludovico il Pio *778 †840   | Ludovico il Pio *778 †840   | Ludovico il Pio *778 †840   | Ludovico il Pio *778 †840    | Ludovico il Pio *778 †840    |                              |                              | Giuditta *800/805 †843       | Giuditta *800/805 †843       | Giuditta *800/805 †843        | Giuditta *800/805 †843      | Giuditta *800/805 †843      | Giuditta *800/805 †843      |                            |                            |                            |                            |  |  |  |  |  |  |  |  |  |  |  |  |
|  |  |  |  |  |  |  |  |                           |                           |                           |                           |                                |                                |                                |                                |                                 |                                 |                                 |                                 |                                 |                                 |                           |                           |                                        |                                        |                                        |                                        |                                        |                                        |                                |                                |                           |                           |                                 |                                 |                                 |                                 |                                 |                                 |                                |                                |                                |                                |                             |                             |                             |                             |                              |                              |                              |                              |                              |                              |                               |                             |                             |                             |                            |                            |                            |                            |  |  |  |  |  |  |  |  |  |  |  |  |
|  |  |  |  |  |  |  |  |                           |                           |                           |                           |                                |                                |                                |                                |                                 |                                 |                                 |                                 |                                 |                                 |                           |                           |                                        |                                        |                                        |                                        |                                        |                                        |                                |                                |                           |                           |                                 |                                 |                                 |                                 |                                 |                                 |                                |                                |                                |                                |                             |                             |                             |                             |                              |                              |                              |                              |                              |                              |                               |                             |                             |                             |                            |                            |                            |                            |  |  |  |  |  |  |  |  |  |  |  |  |
|  |  |  |  |  |  |  |  |                           |                           |                           |                           |                                |                                |                                |                                |                                 |                                 |                                 |                                 |                                 |                                 |                           |                           | Bernardo d'Italia *797 †818            | Bernardo d'Italia *797 †818            | Bernardo d'Italia *797 †818            | Bernardo d'Italia *797 †818            | Bernardo d'Italia *797 †818            | Bernardo d'Italia *797 †818            |                                |                                |                           |                           | Eberardo del Friuli *~820 †866  | Eberardo del Friuli *~820 †866  | Eberardo del Friuli *~820 †866  | Eberardo del Friuli *~820 †866  | Eberardo del Friuli *~820 †866  | Eberardo del Friuli *~820 †866  |                                |                                | Gisella *818/820 †876          | Gisella *818/820 †876          | Gisella *818/820 †876       | Gisella *818/820 †876       | Gisella *818/820 †876       | Gisella *818/820 †876       |                              |                              |                              |                              |                              |                              | Carlo il Calvo *823 †877      | Carlo il Calvo *823 †877    | Carlo il Calvo *823 †877    | Carlo il Calvo *823 †877    | Carlo il Calvo *823 †877   | Carlo il Calvo *823 †877   |                            |                            |  |  |  |  |  |  |  |  |  |  |  |  |
|  |  |  |  |  |  |  |  |                           |                           |                           |                           |                                |                                |                                |                                |                                 |                                 |                                 |                                 |                                 |                                 |                           |                           | Bernardo d'Italia *797 †818            | Bernardo d'Italia *797 †818            | Bernardo d'Italia *797 †818            | Bernardo d'Italia *797 †818            | Bernardo d'Italia *797 †818            | Bernardo d'Italia *797 †818            |                                |                                |                           |                           | Eberardo del Friuli *~820 †866  | Eberardo del Friuli *~820 †866  | Eberardo del Friuli *~820 †866  | Eberardo del Friuli *~820 †866  | Eberardo del Friuli *~820 †866  | Eberardo del Friuli *~820 †866  |                                |                                | Gisella *818/820 †876          | Gisella *818/820 †876          | Gisella *818/820 †876       | Gisella *818/820 †876       | Gisella *818/820 †876       | Gisella *818/820 †876       |                              |                              |                              |                              |                              |                              | Carlo il Calvo *823 †877      | Carlo il Calvo *823 †877    | Carlo il Calvo *823 †877    | Carlo il Calvo *823 †877    | Carlo il Calvo *823 †877   | Carlo il Calvo *823 †877   |                            |                            |  |  |  |  |  |  |  |  |  |  |  |  |
|  |  |  |  |  |  |  |  |                           |                           |                           |                           |                                |                                |                                |                                |                                 |                                 |                                 |                                 |                                 |                                 |                           |                           |                                        |                                        |                                        |                                        |                                        |                                        |                                |                                |                           |                           |                                 |                                 |                                 |                                 |                                 |                                 |                                |                                |                                |                                |                             |                             |                             |                             |                              |                              |                              |                              |                              |                              |                               |                             |                             |                             |                            |                            |                            |                            |  |  |  |  |  |  |  |  |  |  |  |  |
|  |  |  |  |  |  |  |  |                           |                           |                           |                           |                                |                                |                                |                                |                                 |                                 |                                 |                                 |                                 |                                 |                           |                           | Pipino I di Vermandois *~815 †post 850 | Pipino I di Vermandois *~815 †post 850 | Pipino I di Vermandois *~815 †post 850 | Pipino I di Vermandois *~815 †post 850 | Pipino I di Vermandois *~815 †post 850 | Pipino I di Vermandois *~815 †post 850 |                                |                                |                           |                           |                                 |                                 |                                 |                                 | Ingeltrude *? †?                | Ingeltrude *? †?                | Ingeltrude *? †?               | Ingeltrude *? †?               | Ingeltrude *? †?               | Ingeltrude *? †?               |                             |                             | Enrico di Franconia *? †886 | Enrico di Franconia *? †886 | Enrico di Franconia *? †886  | Enrico di Franconia *? †886  | Enrico di Franconia *? †886  | Enrico di Franconia *? †886  |                              |                              |                               |                             |                             |                             |                            |                            |                            |                            |  |  |  |  |  |  |  |  |  |  |  |  |
|  |  |  |  |  |  |  |  |                           |                           |                           |                           |                                |                                |                                |                                |                                 |                                 |                                 |                                 |                                 |                                 |                           |                           | Pipino I di Vermandois *~815 †post 850 | Pipino I di Vermandois *~815 †post 850 | Pipino I di Vermandois *~815 †post 850 | Pipino I di Vermandois *~815 †post 850 | Pipino I di Vermandois *~815 †post 850 | Pipino I di Vermandois *~815 †post 850 |                                |                                |                           |                           |                                 |                                 |                                 |                                 | Ingeltrude *? †?                | Ingeltrude *? †?                | Ingeltrude *? †?               | Ingeltrude *? †?               | Ingeltrude *? †?               | Ingeltrude *? †?               |                             |                             | Enrico di Franconia *? †886 | Enrico di Franconia *? †886 | Enrico di Franconia *? †886  | Enrico di Franconia *? †886  | Enrico di Franconia *? †886  | Enrico di Franconia *? †886  |                              |                              |                               |                             |                             |                             |                            |                            |                            |                            |  |  |  |  |  |  |  |  |  |  |  |  |
|  |  |  |  |  |  |  |  |                           |                           |                           |                           |                                |                                |                                |                                |                                 |                                 |                                 |                                 |                                 |                                 |                           |                           |                                        |                                        |                                        |                                        |                                        |                                        |                                |                                |                           |                           |                                 |                                 |                                 |                                 |                                 |                                 |                                |                                |                                |                                |                             |                             |                             |                             |                              |                              |                              |                              |                              |                              | Luigi II di Francia *846 †879 |                             |                             |                             |                            |                            |                            |                            |  |  |  |  |  |  |  |  |  |  |  |  |
|  |  |  |  |  |  |  |  |                           |                           |                           |                           | Roberto il Forte *820 †866     | Roberto il Forte *820 †866     | Roberto il Forte *820 †866     | Roberto il Forte *820 †866     | Roberto il Forte *820 †866      | Roberto il Forte *820 †866      |                                 |                                 |                                 |                                 |                           |                           | Erberto I *? †907                      | Erberto I *? †907                      | Erberto I *? †907                      | Erberto I *? †907                      | Erberto I *? †907                      | Erberto I *? †907                      |                                |                                |                           |                           | Ottone I di Sassonia *~851 †912 | Ottone I di Sassonia *~851 †912 | Ottone I di Sassonia *~851 †912 | Ottone I di Sassonia *~851 †912 | Ottone I di Sassonia *~851 †912 | Ottone I di Sassonia *~851 †912 |                                |                                | Edvige *856 †903               | Edvige *856 †903               | Edvige *856 †903            | Edvige *856 †903            | Edvige *856 †903            | Edvige *856 †903            |                              |                              |                              |                              |                              |                              |                               |                             |                             |                             |                            |                            |                            |                            |  |  |  |  |  |  |  |  |  |  |  |  |
|  |  |  |  |  |  |  |  |                           |                           |                           |                           | Roberto il Forte *820 †866     | Roberto il Forte *820 †866     | Roberto il Forte *820 †866     | Roberto il Forte *820 †866     | Roberto il Forte *820 †866      | Roberto il Forte *820 †866      |                                 |                                 |                                 |                                 |                           |                           | Erberto I *? †907                      | Erberto I *? †907                      | Erberto I *? †907                      | Erberto I *? †907                      | Erberto I *? †907                      | Erberto I *? †907                      |                                |                                |                           |                           | Ottone I di Sassonia *~851 †912 | Ottone I di Sassonia *~851 †912 | Ottone I di Sassonia *~851 †912 | Ottone I di Sassonia *~851 †912 | Ottone I di Sassonia *~851 †912 | Ottone I di Sassonia *~851 †912 |                                |                                | Edvige *856 †903               | Edvige *856 †903               | Edvige *856 †903            | Edvige *856 †903            | Edvige *856 †903            | Edvige *856 †903            |                              |                              |                              |                              |                              |                              |                               |                             |                             |                             |                            |                            |                            |                            |  |  |  |  |  |  |  |  |  |  |  |  |
|  |  |  |  |  |  |  |  |                           |                           |                           |                           |                                |                                |                                |                                |                                 |                                 |                                 |                                 |                                 |                                 |                           |                           |                                        |                                        |                                        |                                        |                                        |                                        |                                |                                |                           |                           |                                 |                                 |                                 |                                 |                                 |                                 |                                |                                |                                |                                |                             |                             |                             |                             |                              |                              |                              |                              |                              |                              |                               |                             |                             |                             |                            |                            |                            |                            |  |  |  |  |  |  |  |  |  |  |  |  |
|  |  |  |  |  |  |  |  |                           |                           |                           |                           | Roberto I di Francia *866 †923 | Roberto I di Francia *866 †923 | Roberto I di Francia *866 †923 | Roberto I di Francia *866 †923 | Roberto I di Francia *866 †923  | Roberto I di Francia *866 †923  |                                 |                                 |                                 |                                 |                           |                           | Beatrice *~880 † post 931              | Beatrice *~880 † post 931              | Beatrice *~880 † post 931              | Beatrice *~880 † post 931              | Beatrice *~880 † post 931              | Beatrice *~880 † post 931              |                                |                                |                           |                           |                                 |                                 |                                 |                                 | Enrico I *876 †936              | Enrico I *876 †936              | Enrico I *876 †936             | Enrico I *876 †936             | Enrico I *876 †936             | Enrico I *876 †936             |                             |                             |                             |                             |                              |                              |                              |                              |                              |                              | Carlo III *879 †929           | Carlo III *879 †929         | Carlo III *879 †929         | Carlo III *879 †929         | Carlo III *879 †929        | Carlo III *879 †929        |                            |                            |  |  |  |  |  |  |  |  |  |  |  |  |
|  |  |  |  |  |  |  |  |                           |                           |                           |                           | Roberto I di Francia *866 †923 | Roberto I di Francia *866 †923 | Roberto I di Francia *866 †923 | Roberto I di Francia *866 †923 | Roberto I di Francia *866 †923  | Roberto I di Francia *866 †923  |                                 |                                 |                                 |                                 |                           |                           | Beatrice *~880 † post 931              | Beatrice *~880 † post 931              | Beatrice *~880 † post 931              | Beatrice *~880 † post 931              | Beatrice *~880 † post 931              | Beatrice *~880 † post 931              |                                |                                |                           |                           |                                 |                                 |                                 |                                 | Enrico I *876 †936              | Enrico I *876 †936              | Enrico I *876 †936             | Enrico I *876 †936             | Enrico I *876 †936             | Enrico I *876 †936             |                             |                             |                             |                             |                              |                              |                              |                              |                              |                              | Carlo III *879 †929           | Carlo III *879 †929         | Carlo III *879 †929         | Carlo III *879 †929         | Carlo III *879 †929        | Carlo III *879 †929        |                            |                            |  |  |  |  |  |  |  |  |  |  |  |  |
|  |  |  |  |  |  |  |  |                           |                           |                           |                           |                                |                                |                                |                                |                                 |                                 |                                 |                                 |                                 |                                 |                           |                           |                                        |                                        |                                        |                                        |                                        |                                        |                                |                                |                           |                           |                                 |                                 |                                 |                                 |                                 |                                 |                                |                                |                                |                                |                             |                             |                             |                             |                              |                              |                              |                              |                              |                              |                               |                             |                             |                             |                            |                            |                            |                            |  |  |  |  |  |  |  |  |  |  |  |  |
|  |  |  |  |  |  |  |  |                           |                           |                           |                           |                                |                                |                                |                                |                                 |                                 |                                 |                                 |                                 |                                 |                           |                           |                                        |                                        |                                        |                                        |                                        |                                        |                                |                                |                           |                           |                                 |                                 |                                 |                                 |                                 |                                 |                                |                                |                                |                                |                             |                             |                             |                             |                              |                              |                              |                              |                              |                              |                               |                             |                             |                             |                            |                            |                            |                            |  |  |  |  |  |  |  |  |  |  |  |  |
|  |  |  |  |  |  |  |  |                           |                           |                           |                           |                                |                                |                                |                                |                                 |                                 | Ugo il Grande *~898 †956        | Ugo il Grande *~898 †956        | Ugo il Grande *~898 †956        | Ugo il Grande *~898 †956        | Ugo il Grande *~898 †956  | Ugo il Grande *~898 †956  |                                        |                                        |                                        |                                        |                                        |                                        | Edvige *922 †~965              | Edvige *922 †~965              | Edvige *922 †~965         | Edvige *922 †~965         | Edvige *922 †~965               | Edvige *922 †~965               |                                 |                                 | Ottone I di Sassonia *912 †973  | Ottone I di Sassonia *912 †973  | Ottone I di Sassonia *912 †973 | Ottone I di Sassonia *912 †973 | Ottone I di Sassonia *912 †973 | Ottone I di Sassonia *912 †973 |                             |                             | Gerberga *913/14 †969       | Gerberga *913/14 †969       | Gerberga *913/14 †969        | Gerberga *913/14 †969        | Gerberga *913/14 †969        | Gerberga *913/14 †969        |                              |                              | Luigi IV *920 †954            | Luigi IV *920 †954          | Luigi IV *920 †954          | Luigi IV *920 †954          | Luigi IV *920 †954         | Luigi IV *920 †954         |                            |                            |  |  |  |  |  |  |  |  |  |  |  |  |
|  |  |  |  |  |  |  |  |                           |                           |                           |                           |                                |                                |                                |                                |                                 |                                 | Ugo il Grande *~898 †956        | Ugo il Grande *~898 †956        | Ugo il Grande *~898 †956        | Ugo il Grande *~898 †956        | Ugo il Grande *~898 †956  | Ugo il Grande *~898 †956  |                                        |                                        |                                        |                                        |                                        |                                        | Edvige *922 †~965              | Edvige *922 †~965              | Edvige *922 †~965         | Edvige *922 †~965         | Edvige *922 †~965               | Edvige *922 †~965               |                                 |                                 | Ottone I di Sassonia *912 †973  | Ottone I di Sassonia *912 †973  | Ottone I di Sassonia *912 †973 | Ottone I di Sassonia *912 †973 | Ottone I di Sassonia *912 †973 | Ottone I di Sassonia *912 †973 |                             |                             | Gerberga *913/14 †969       | Gerberga *913/14 †969       | Gerberga *913/14 †969        | Gerberga *913/14 †969        | Gerberga *913/14 †969        | Gerberga *913/14 †969        |                              |                              | Luigi IV *920 †954            | Luigi IV *920 †954          | Luigi IV *920 †954          | Luigi IV *920 †954          | Luigi IV *920 †954         | Luigi IV *920 †954         |                            |                            |  |  |  |  |  |  |  |  |  |  |  |  |
|  |  |  |  |  |  |  |  |                           |                           |                           |                           |                                |                                |                                |                                |                                 |                                 |                                 |                                 |                                 |                                 |                           |                           |                                        |                                        |                                        |                                        |                                        |                                        |                                |                                |                           |                           |                                 |                                 |                                 |                                 |                                 |                                 |                                |                                |                                |                                |                             |                             |                             |                             |                              |                              |                              |                              |                              |                              |                               |                             |                             |                             |                            |                            |                            |                            |  |  |  |  |  |  |  |  |  |  |  |  |
|  |  |  |  |  |  |  |  |                           |                           |                           |                           |                                |                                |                                |                                |                                 |                                 |                                 |                                 |                                 |                                 |                           |                           | Ugo Capeto *~940 †996                  | Ugo Capeto *~940 †996                  | Ugo Capeto *~940 †996                  | Ugo Capeto *~940 †996                  | Ugo Capeto *~940 †996                  | Ugo Capeto *~940 †996                  |                                |                                |                           |                           |                                 |                                 |                                 |                                 | Ottone II *~955 †983            | Ottone II *~955 †983            | Ottone II *~955 †983           | Ottone II *~955 †983           | Ottone II *~955 †983           | Ottone II *~955 †983           |                             |                             |                             |                             |                              |                              | Lotario IV *941 †986         | Lotario IV *941 †986         | Lotario IV *941 †986         | Lotario IV *941 †986         | Lotario IV *941 †986          | Lotario IV *941 †986        |                             |                             |                            |                            |                            |                            |  |  |  |  |  |  |  |  |  |  |  |  |
|  |  |  |  |  |  |  |  |                           |                           |                           |                           |                                |                                |                                |                                |                                 |                                 |                                 |                                 |                                 |                                 |                           |                           | Ugo Capeto *~940 †996                  | Ugo Capeto *~940 †996                  | Ugo Capeto *~940 †996                  | Ugo Capeto *~940 †996                  | Ugo Capeto *~940 †996                  | Ugo Capeto *~940 †996                  |                                |                                |                           |                           |                                 |                                 |                                 |                                 | Ottone II *~955 †983            | Ottone II *~955 †983            | Ottone II *~955 †983           | Ottone II *~955 †983           | Ottone II *~955 †983           | Ottone II *~955 †983           |                             |                             |                             |                             |                              |                              | Lotario IV *941 †986         | Lotario IV *941 †986         | Lotario IV *941 †986         | Lotario IV *941 †986         | Lotario IV *941 †986          | Lotario IV *941 †986        |                             |                             |                            |                            |                            |                            |  |  |  |  |  |  |  |  |  |  |  |  |
|  |  |  |  |  |  |  |  |                           |                           |                           |                           |                                |                                |                                |                                |                                 |                                 |                                 |                                 |                                 |                                 |                           |                           |                                        |                                        |                                        |                                        |                                        |                                        |                                |                                |                           |                           |                                 |                                 |                                 |                                 | Ottone III *980 †1002           | Ottone III *980 †1002           | Ottone III *980 †1002          | Ottone III *980 †1002          | Ottone III *980 †1002          | Ottone III *980 †1002          |                             |                             |                             |                             |                              |                              | Luigi V *~967 †987           | Luigi V *~967 †987           | Luigi V *~967 †987           | Luigi V *~967 †987           | Luigi V *~967 †987            | Luigi V *~967 †987          |                             |                             |                            |                            |                            |                            |  |  |  |  |  |  |  |  |  |  |  |  |
|  |  |  |  |  |  |  |  |                           |                           |                           |                           |                                |                                |                                |                                |                                 |                                 |                                 |                                 |                                 |                                 |                           |                           |                                        |                                        |                                        |                                        |                                        |                                        |                                |                                |                           |                           |                                 |                                 |                                 |                                 | Ottone III *980 †1002           | Ottone III *980 †1002           | Ottone III *980 †1002          | Ottone III *980 †1002          | Ottone III *980 †1002          | Ottone III *980 †1002          |                             |                             |                             |                             |                              |                              | Luigi V *~967 †987           | Luigi V *~967 †987           | Luigi V *~967 †987           | Luigi V *~967 †987           | Luigi V *~967 †987            | Luigi V *~967 †987          |                             |                             |                            |                            |                            |                            |  |  |  |  |  |  |  |  |  |  |  |  |
|  |  |  |  |  |  |  |  |                           |                           |                           |                           |                                |                                |                                |                                |                                 |                                 |                                 |                                 |                                 |                                 |                           |                           |                                        |                                        |                                        |                                        |                                        |                                        |                                |                                |                           |                           |                                 |                                 |                                 |                                 | Enrico II il Santo *~975 †1024  | Enrico II il Santo *~975 †1024  | Enrico II il Santo *~975 †1024 | Enrico II il Santo *~975 †1024 | Enrico II il Santo *~975 †1024 | Enrico II il Santo *~975 †1024 |                             |                             |                             |                             |                              |                              | Ugo Capeto                   | Ugo Capeto                   | Ugo Capeto                   | Ugo Capeto                   | Ugo Capeto                    | Ugo Capeto                  |                             |                             |                            |                            |                            |                            |  |  |  |  |  |  |  |  |  |  |  |  |
|  |  |  |  |  |  |  |  |                           |                           |                           |                           |                                |                                |                                |                                |                                 |                                 |                                 |                                 |                                 |                                 |                           |                           |                                        |                                        |                                        |                                        |                                        |                                        |                                |                                |                           |                           |                                 |                                 |                                 |                                 | Enrico II il Santo *~975 †1024  | Enrico II il Santo *~975 †1024  | Enrico II il Santo *~975 †1024 | Enrico II il Santo *~975 †1024 | Enrico II il Santo *~975 †1024 | Enrico II il Santo *~975 †1024 |                             |                             |                             |                             |                              |                              | Ugo Capeto                   | Ugo Capeto                   | Ugo Capeto                   | Ugo Capeto                   | Ugo Capeto                    | Ugo Capeto                  |                             |                             |                            |                            |                            |                            |  |  |  |  |  |  |  |  |  |  |  |  |
|  |  |  |  |  |  |  |  |                           |                           |                           |                           |                                |                                |                                |                                |                                 |                                 |                                 |                                 |                                 |                                 |                           |                           |                                        |                                        |                                        |                                        |                                        |                                        |                                |                                |                           |                           |                                 |                                 |                                 |                                 | Dinastia salica                 |                                 |                                |                                |                                |                                |                             |                             |                             |                             |                              |                              |                              |                              |                              |                              |                               |                             |                             |                             |                            |                            |                            |                            |  |  |  |  |  |  |  |  |  |  |  |  |